# Soukaphone Vongchiengkham
Soukaphone Vongchiengkham (in lingua laotiana: ສຸກະພອນ ວົງຊຽງຄຳ; 9 marzo 1992) è un calciatore laotiano, centrocampista del Nakhon Si Utd e della nazionale laotiana.

## Carriera

### Club
Ha esordito nel campionato laotiano nel 2010, giocando sempre nell'Ezra.

### Nazionale
Giovanissimo, esordisce subito in nazionale, conquistandosi il posto da titolare a centrocampo prima nelle amichevoli, nella Suzuki Cup del 2010 e poi nelle gare di qualificazione al Mondiale del 2014, totalizzando quattro presenze su quattro. Si è messo particolarmente in mostra per il gol messo a segno contro la Cina il 23 luglio 2011, che aveva sancito il momentaneo (e storico) vantaggio fuori casa per il Laos, e per avviato l'azione che (nella stessa partita) avrebbe poi portato allo 0-2 di Visay Phapouvanin. La partita sarebbe però finita 7-2 per i cinesi.